# Anthony Salvin

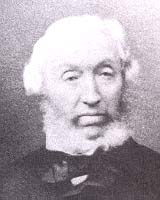
Anthony Salvin

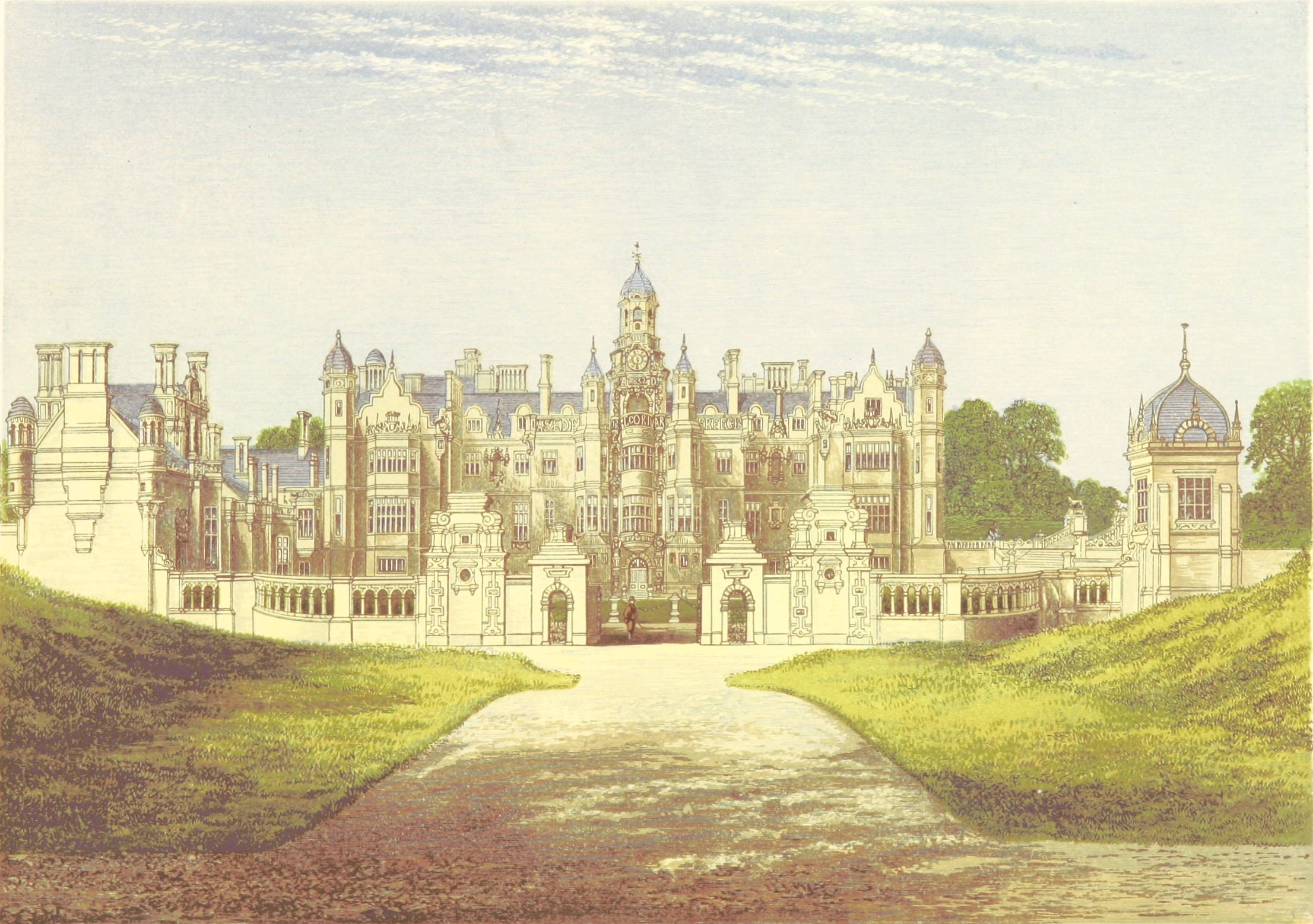
Salvins erstes wichtiges Frühwerk: Harlaxton Manor.

Anthony Salvin (* 17. Oktober 1799 in Sunderland Bridge, County Durham; † 17. Dezember 1881 in Fernhurst, Sussex) war ein britischer Architekt. Der Hauptvertreter des Gothic Revivals wurde vor allem durch seine Rekonstruktionen und Restaurierungsarbeiten an mittelalterlichen Burgen und Kirchen bekannt.

## Leben
Nach der Ausbildung begann Salvin mit der Reparatur und Restaurierung älterer Herrenhäuser. Sein erster eigenständiger Auftrag war ab 1826 Mamhead Park in Devon, gefolgt 1831 von Harlaxton Manor in Lincolnshire. Das Mitglied der Society of Antiquaries of London hatte sich schon früh einen Ruf als Experte für mittelalterliche Architektur erarbeitet und war deshalb besonders oft an Burgen und Kirchen im Einsatz. So versah er 1835 Norwich Castle mit einer neuen Fassade und reparierte die Ruinen von Newark Castle in Nottinghamshire und Carisbrooke Castle auf der Isle of Wight.
Salvin, zu dessen Arbeitszeiten sich der Denkmalschutz erst auszuprägen begann, stellte die Bauten dabei oft in einem idealisierten früheren Zustand wieder her. Zur Erlangung dessen riss er öfter auch historische Bausubstanz ab. Bei der Restaurierung der Holy-Sepulchre-Kirche in Cambridge etwa baute er das südliche Kirchenschiff komplett neu, riss den obersten Teil des zentralen Turms ganz ab und ließ ihn durch ein Kegeldach ersetzen. Bei Arbeiten an der Kathedrale von Norwich und der Kathedrale von Durham baute er jeweils das Chorgestühl aus dem 17. Jahrhundert großzügig um, um es einem mittelalterlichen Zustand anzugleichen. In den späteren Jahren seiner Arbeit befand sich Salvin wegen seiner Abrisse in einer Dauerfehde mit der Society for the Protection of Ancient Buildings.

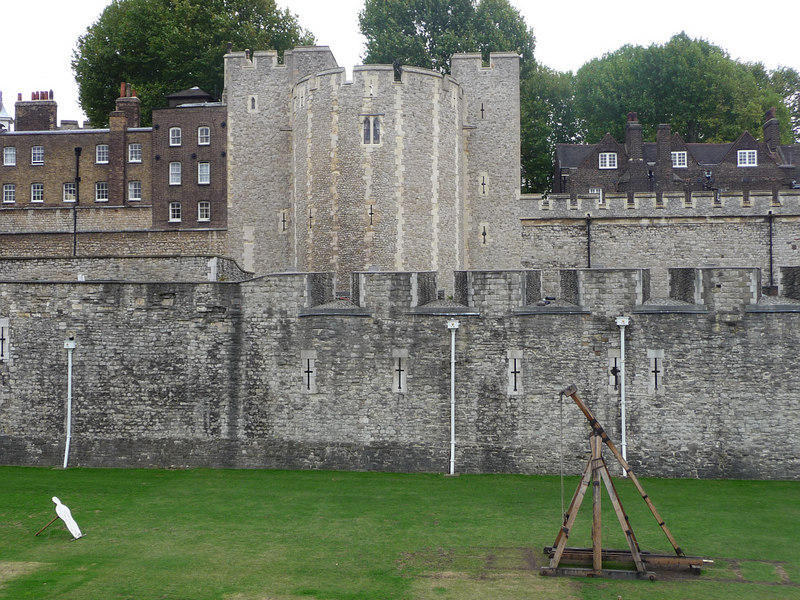
Mit dem Beauchamp Tower im Tower of London begannen Salvins Restaurierungsarbeiten an Tower und Windsor Castle.

Wichtige Neubauten von Salvin waren Keele Hall in Staffordshire und Thoresby Hall in Nottinghamshire. Diese Bauten waren vor allem im Stil der Tudor Revival Architecture gehalten. Der Bau von Peckforton Castle bei Manchester führte zu öffentlichen Diskussionen über die Sinnhaftigkeit, im 19. Jahrhundert mittelalterliche Burganlagen nachzubauen.
1851 wurde Salvin beauftragt, den Beauchamp Tower in der Festung des Towers of London zu reparieren. Seine Arbeiten dort fanden so viel Anklang, dass er danach auch Salt Tower, Wakefield Tower, White Tower und die Kirche St. Peter ad Vincula in der Festung sanierte. Salvins neugotischer Einfluss war prägend genug, dass auch nach dem Ende seiner aktiven Karriere John Taylor die Arbeiten im Geiste Salvins fortsetzte. Der Erfolg im Tower brachte Salvin wiederum den Auftrag auch zu größeren Umbauten am Windsor Castle.
Salvin verminderte sein Arbeitspensum nach einem Schlaganfall 1857, beendete seine aktive Karriere aber erst 1879, zwei Jahre vor seinem Tod.